# Квалификације за Светско првенство у фудбалу 2022 – Конкакаф први круг
Прво коло утакмица Конкакафа за квалификације за Светско првенство 2022. одиграно је у марту и јуну 2021. године.

## Формат
Укупно 30 тимова (Конкакаф тимови рангирани од 6 до 35 на основу ФИФА ранг-листе из јула 2020.) подељено је у шест група од по пет тимова. У свакој групи, тимови су играли један против другог у једном кругу, укупно четири меча по тиму (два домаћа и два у гостима). Најбољи тим сваке од шест група пласирао се у други круг.

## Прво коло
Шест најбоље рангираних тимова из првог кола су претходно били постављени у групе од А до Ф. Тимови у својим групама су међусобно играли само по једном, укупно четири меча, две утакмице код куће и две у гостима. Жреб за прво коло одржан је 19. августа 2020. године у 19:00 ЦЕСТ (UTC+2), у седишту ФИФА у Цириху. Најбољи тимови из сваке групе пласирали су се у други круг. Пандемија ковид-19 довела је до тога да се многе „домаће” утакмице играју на неутралним местима.
Напомена: подебљани тимови су се квалификовали у други круг.
| Шешир 1.                                                                                                | Шешир 2. | Шешир 3. | Шешир 4. | Шешир 5. |
| --- | --- | --- | --- | --- |
| 1. Салвадор (69) 2. Канада (73) 3. Курасао (80) 4. Панама (81) 5. Хаити (86) 6. Тринидад и Тобаго (105) | 1. Антигва и Барбуда (126) 2. Гватемала (130) 3. Сент Китс и Невис (139) 4. Суринам (141) 5. Никарагва (151) 6. Доминиканска Република (158) | 1. Гренада (159) 2. Барбадос (162) 3. Гвајана (166) 4. Сент Винсент и Гренадини (167) 5. Бермуди (168) 6. Белизе (170) | 1. Света Луција (176) 2. Порторико (178) 3. Куба (179) 4. Монтсерат (183) 5. Доминика (184) 6. Кајманска Острва (193) | 1. Бахами (195) 2. Аруба (200) 3. Теркс и Кејкос (203) 4. Америчка Девичанска Острва (207) 5. Британска Девичанска Острва (208) 6. Ангвила (210) |

1. ↑  Света Луција је извучена у Групу Е у првом колу, али се касније повукла пре првог меча.[5]